# Лі Сюаньсюй
Лі Сюаньсюй  (кит.: 李 玄旭, 5 лютого 1994) — китайська плавчиня, олімпійська медалістка.

## Виступи на Олімпіадах
| Олімпіада   | Дисципліна                            | Місце |
| ----------- | ------------------------------------- | ----- |
| Пекін 2008  | плавання на 800 метрів вільним стилем | 5     |
| Пекін 2008  | 400 метрів, комплексне плавання       | 8     |
| Лондон 2012 | плавання на 400 метрів вільним стилем | 19    |
| Лондон 2012 | 400 метрів, комплексне плавання       | 3     |